# Kriegerdenkmal Hemsendorf

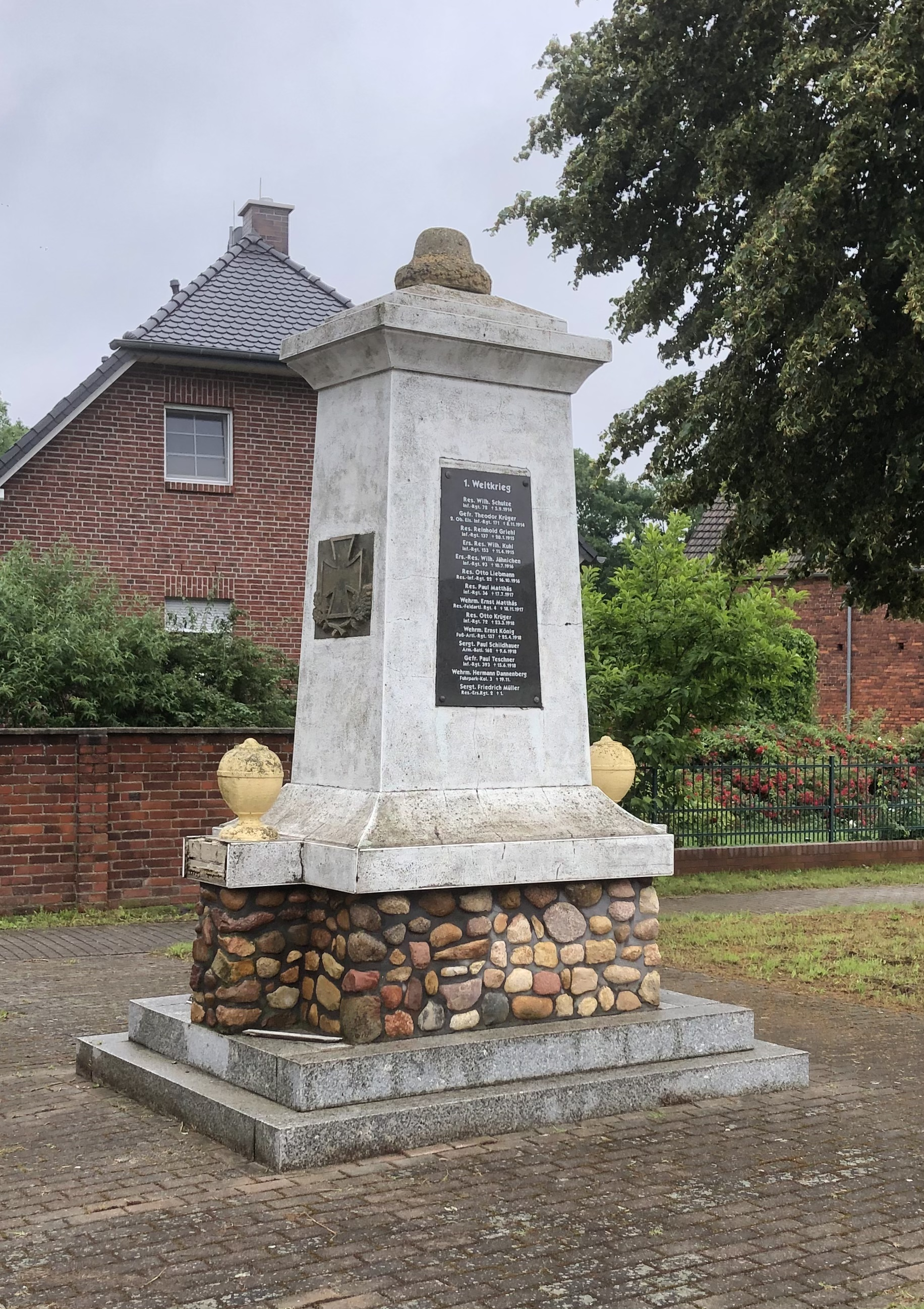
Kriegerdenkmal Hemsendorf, 2021

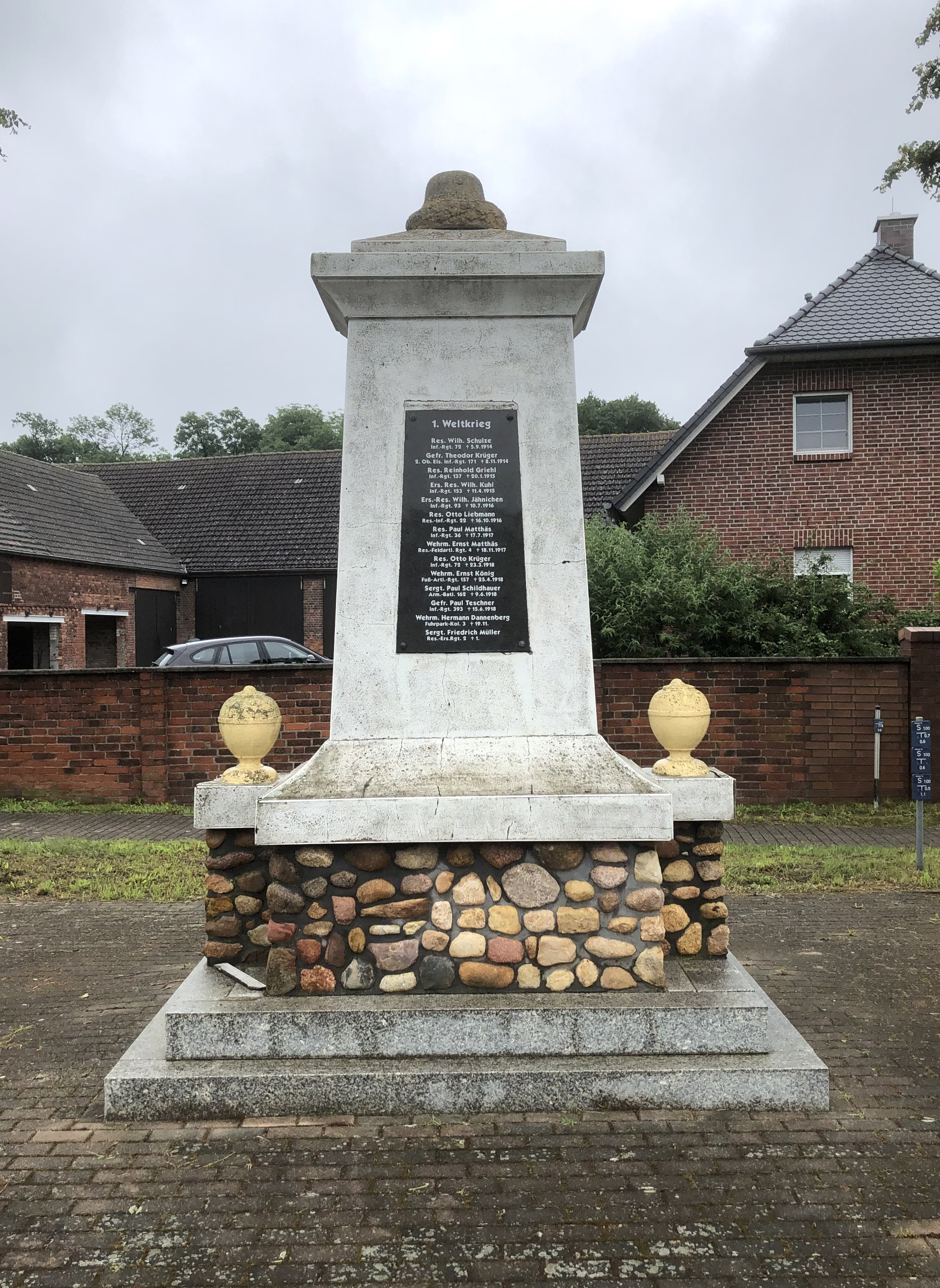
Westseite mit Gedenktafel für den Ersten Weltkrieg

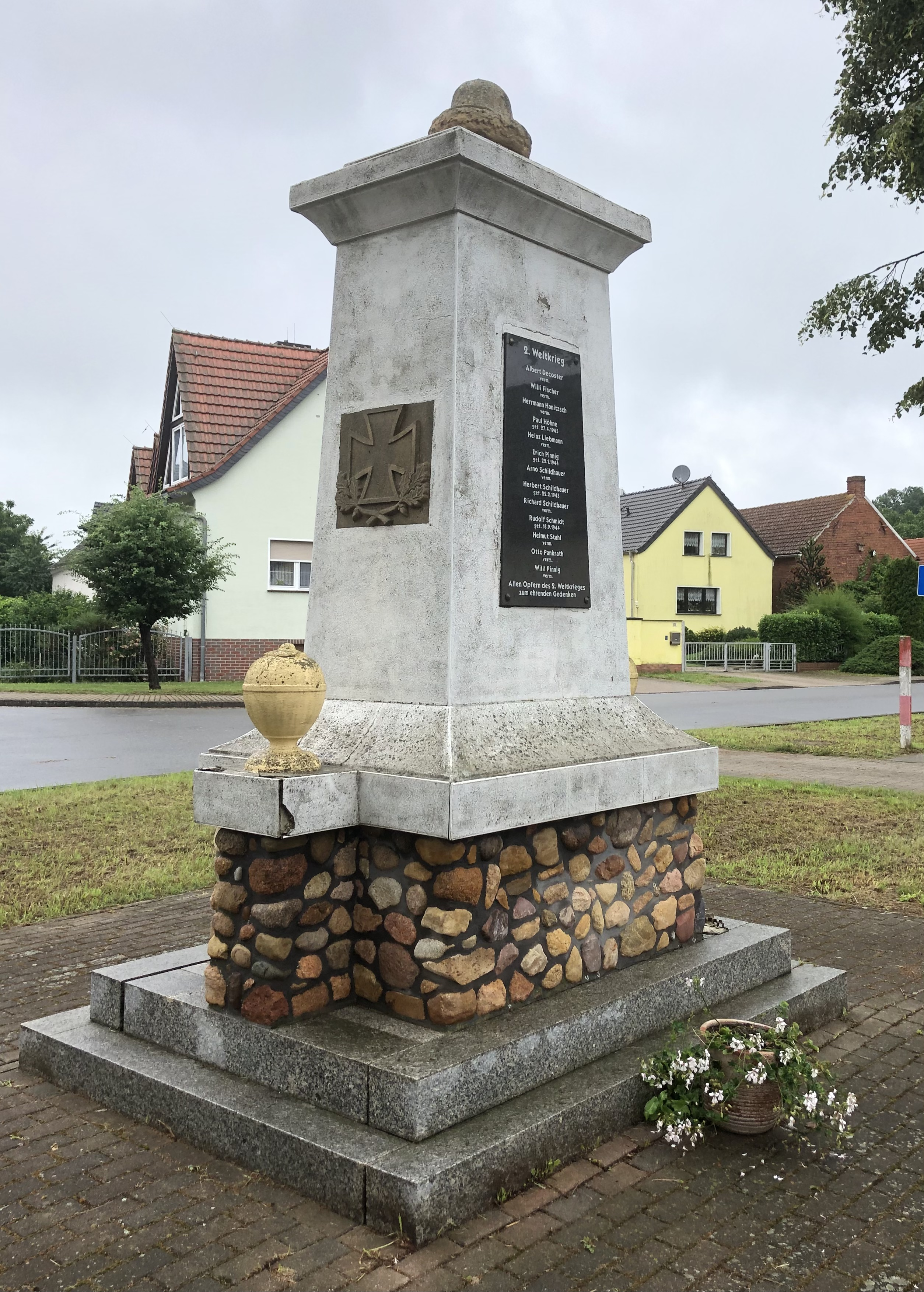
Ostseite, mit Gedenken an den Zweiten Weltkrieg

Das Kriegerdenkmal Hemsendorf ist ein  Kriegerdenkmal in der Ortschaft Hemsendorf der Stadt Jessen (Elster) in Sachsen-Anhalt. Es gedenkt der Kriegsopfer des Ersten und Zweiten Weltkriegs.

## Lage
Das Denkmal befindet sich zentral in der Ortsmitte Hemsendorfs westlich der Dorfstraße, vor dem Grundstück Dorfstraße 123.

## Gestaltung
Das Denkmal ist als steinerne Stele gestaltet, die sich auf einem Feldsteinsockel erhebt, der seinerseits auf einem zweistufigen Sockel steht. Beidseitig wird die Stele von vasenartigen Aufsätzen flankiert. Auf der nach Westen weisenden Seite ist eine Inschriftentafel angebracht, auf der der 14 Opfer Hemsendorfs im Ersten Weltkrieg gedacht wird. Auf der Ostseite befindet sich eine ähnliche Gedenktafel für 13 Opfer des Zweiten Weltkriegs. Unterhalb der Namensliste ist auf dieser Seite auch eine Gedenkinschrift vorhanden. Während die Namen für den Ersten Weltkrieg nach dem Todeszeitpunkt geordnet sind und auch Angaben zum militärischen Rang und der Einheit aufgeführt sind, ist die Auflistung zum Zweiten Weltkrieg alphabetisch nach den Nachnamen sortiert. Weitergehende Angaben zu den Personen fehlen dort weitgehend. Die letzten beiden Einträge zum Ersten Weltkrieg sind bezüglich des Sterbedatums unvollständig.
Auf den beiden schmalen Seiten der Stele befindet sich jeweils die Darstellung eines Eisernen Kreuzes, unter dem sich jeweils zwei Zweige mit Eichenlaub kreuzen.

## Inschriften
Die Inschrift auf der Westseite lautet:
1. Weltkrieg

Res. Wilh. Schulze

Inf.-Rgt. 72 † 5.9.1914

Gefr. Theodor Krüger

2. Ob. Els. Inf.-Rgt. 171 † 8.11.1914

Res. Reinhold Griehl

Inf.-Rgt. 137 † 20.1.1915

Ers.-Res. Wilh. Kuhl

Inf.-Rgt. 153 † 11.4.1915

Ers.-Res. Wilh. Jähnichen

Inf.-Rgt. 93 † 10.7.1916

Res. Otto Liebmann

Res.-Inf.-Rgt. 22 † 16.10.1916

Res. Paul Matthäs

Inf.-Rgt. 36 † 17.7.1917

Wehrm. Ernst Matthäs

Res.-Feldartl.-Rgt. 4 † 18.11.1917

Res. Otto Krüger

Inf.-Rgt. 72 † 23.3.1918

Wehrm. Ernst König

Fuß-Artl.-Rgt. 157 † 25.4.1918

Sergt. Paul Schildhauer

Arm.-Batl. 162 † 9.6.1918

Gefr. Paul Teschner

Inf-Rgt. 393 † 15.6.1918

Wehrm. Hermann Dannenberg

Fuhrpark-Kol. 3 † 19.11.

Sergt. Friedrich Müller

Res.-Ers.Rgt. 2 † 1.

Die Inschrift auf der Ostseite lautet:
2. Weltkrieg

Albert Decoster

verm.

Willi Fischer

verm.

Herrmann Hanitzsch

verm.

Paul Höhne

gef. 27.4.1945

Heinz Liebmann

verm.

Erich Pinnig

gef. 22.1.1944

Arno Schildhauer

verm.

Herbert Schildhauer

gef. 22.2.1943

Richard Schildhauer

verm.

Rudolf Schmidt

gef. 18.9.1944

Helmut Stahl

verm.

Otto Pankrath

verm.

Willi Pinnig

verm.

Allen Opfern des 2. Weltkrieges

zum ehrenden Gedenken